# Notturno op. 9 n. 3 (Chopin)
Il Notturno op. 9 n. 3 in Si maggiore è una composizione per pianoforte di Fryderyk Chopin scritta probabilmente nel 1831.
Come per i primi due Notturni dell'op. 9 non vi è una data certa di composizione, non avendo a disposizione alcun manoscritto autografo, ma si pensa che quello in Si maggiore sia stato scritto da Chopin a Vienna nel 1831, durante il suo breve soggiorno nella città austriaca prima di partire per Parigi. Il brano, come gli altri due, è dedicato a Marie Pleyel, notevole pianista e moglie di Camille Pleyel, costruttore di pianoforti e amico di Chopin.

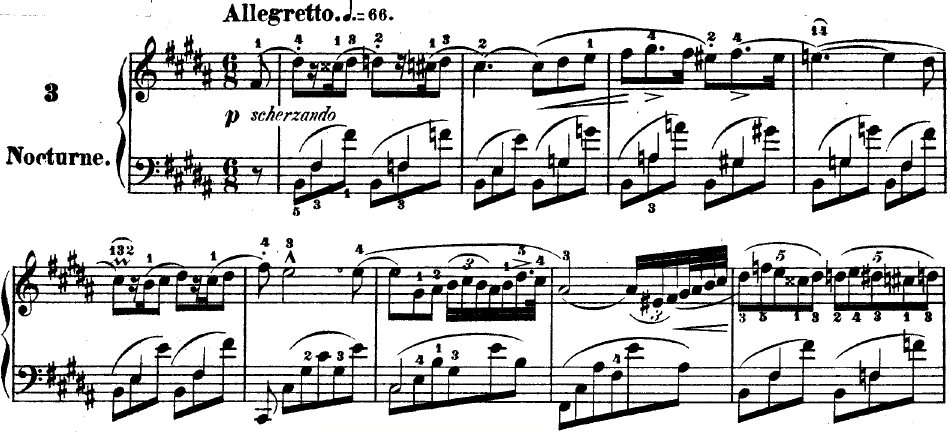
Battute iniziali del Notturno in Si maggiore

## Analisi
Il Notturno in Si maggiore si distingue nettamente dai primi due dell'op. 9. Composizione più matura, è la prima che si distanzia in modo significativo dalle opere analoghe di John Field. La struttura tripartita è caratterizzata da una sezione centrale contrastante che porta come indicazione Agitato; questa parte più movimentata, che sarà presente anche in altri Notturni, ha un motivo preciso; Chopin voleva innovare un tipo di composizione che poteva essere considerata ormai poco accattivante o troppo sdolcinata; il contrasto con la parte iniziale gli permetteva poi di recuperare facilmente la sezione più melodiosa e poetica per la parte finale.
Il Notturno inizia con l'indicazione di Allegretto, accompagnato da un ulteriore Scherzando, termine del tutto particolare per una simile composizione, ripetuto poi altre due volte nell'ambito della partitura; tale indicazione contrasta con la dolcezza un po' triste della melodia; probabilmente l'intento di Chopin era quello di richiedere agli esecutori una facile scorrevolezza della parte che non doveva avere esitazioni. Il primo tema ha un ritmo dolce e cullante in 6/8 che a tratti fa rammentare una barcarola; un secondo tema, anch'esso melodioso e molto cantabile, porta, dopo alcune riproposizioni, alla sezione centrale che irrompe inaspettata; la parte, tanto imprevista quanto intensa, crea con il suo andamento passionale un grande contrasto emotivo con la dolcezza nostalgica dell'inizio. La sezione, in Si minore e in tempo tagliato, è caratterizzata da un accompagnamento che non ha più soltanto la semplice funzione di secondare la melodia, ma, ricco di cromatismi, costituisce esso stesso elemento di intenso movimento tematico, concitato e drammatico. Così come era apparsa questa parte scompare e lascia di nuovo spazio alla prima sezione, con varianti elaborate, per poi chiudere con una Coda costituita da un leggero arpeggio eseguito dalle due mani in moto contrario.